# K. Michelle: My Life
K. Michelle: My Life è un reality show statunitense incentrato sulla vita quotidiana della cantautrice e personaggio televisivo statunitense K. Michelle. Nato come spin off del franchise Love & Hip-hop, che aveva donato per la prima volta popolarità alla cantante, il programma è andato in onda per 3 stagioni per un totale di 24 episodi.

## Storia del programma

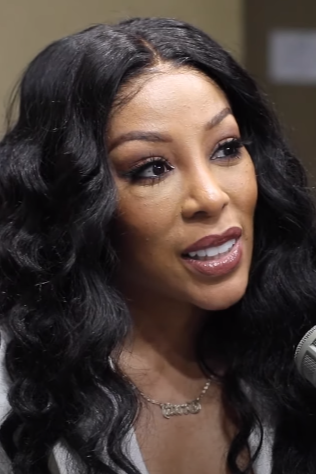
K. Michelle, protagonista della trasmissione

Dopo il grande successo ottenuto all'interno del programma televisivo Love & Hip Hop Atlanta, nel 2013 K. Michelle ha firmato un contratto discografico con Atlantic Records e ha dato il via ad una nuova fase della sua carriera musicale, conoscendo per la prima volta il successo commerciale e avendo modo di pubblicare il suo primo album Rebellious Soul. Alla luce di questi risultati, la rete televisiva VH1 ha offerto all'artista la possibilità di avere uno show interamente dedicato a lei e alla sua quotidianità. Il primo trailer del programma è stato diffuso nell'ottobre 2014, mentre la prima stagione è andata in onda tra novembre e dicembre 2014, in concomitanza con la pubblicazione del secondo album della cantante  Anybody Wanna Buy a Heart?.
Con un range di telespettatori compreso fra gli 1,6 e i 2,19 milioni, il programma televisivo è stato confermato per una seconda edizione andata in onda fra gennaio e marzo 2016. Anche in questo caso, la messa in onda del programma coincide con la pubblicazione di un album di K. Michelle: More Issues Than Vogue è stato infatti pubblicato nel gennaio 2016. La trasmissione è stata infine confermata per una terza stagione: la stessa K. Michelle ha tuttavia chiarito che si sarebbe trattato dell'ultima, comunicando la notizia attraverso i suoi canali social. La terza stagione del reality è andata dunque in onda dal dicembre 2016 al febbraio 2017, senza coincidere questa volta con la pubblicazione di alcun album della cantante.

## Episodi

### Prima stagione
1. "New York State of Mind"
2. "Friends Without Benefits"
3. "Chase What Matters"
4. "Body of Work"
5. "Man Oh Man"
6. "Take Me Back to Cali"

### Seconda stagione
1. "She's Back!"
2. "Take Me on Safaree"
3. "Housewarming Is Where the Heart Is"
4. "No Fake Jewels, No Fake Music"
5. "The German Prince and the Puerto Rican Princess"
6. "Conquering the Bear"
7. "Piper Takes the Pole"
8. "The T-Pain of Love"
9. "See You Tamara"
10. "London Calling"

### Terza stagione
1. "Between a Tour and a Hard Place"
2. "Finding Kimberly, Part 1"
3. "Finding Kimberly, Part 2"
4. "Restaurant Impossible"
5. "You Should Be With Me"
6. "Wigged Out"
7. "Love Is On The Air"
8. "Will Puff Go Poof?"